# Xã St. Mary, Quận Hancock, Illinois
Xã St. Mary (tiếng Anh: St. Mary Township) là một xã thuộc quận Hancock, tiểu bang Illinois, Hoa Kỳ. Năm 2010, dân số của xã này là 640 người.